# 趙匣剌
趙 匣剌（ちょう カラ、? - 1275年）は、モンゴル帝国（大元ウルス）に仕えた漢人将軍の一人。

## 概要
趙匣剌は父がモンゴル帝国に仕えて千戸（ミンガン）に任じられていた人物で、中統3年（1262年）より東川を守るようになった。中統4年（1263年）、南宋の夏貴が虎嘯山寨に侵攻してくると、元帥キプチャクの命を受けてこれを撃退し、追撃して新明県まで至り斬首30級余りを得ている（虎嘯山の戦い）。また南宋の劉雄飛が青居山に侵攻すると、都尉垻で再びこれを破っている。キプチャクが釣魚山を攻める際には1,500の兵を率いて南垻を攻略し、南宋の軍士57人・幼老340人を生け捕りとした。その後、大良平の攻撃に加わり、南宋の昝万寿が兵糧を渠江の鵝灘に運ぼうとしているのを察知すると、これを撃破した。この時の戦いで趙匣剌は3箇所も戦傷を受けた上、矢を左肩に受けて矢じりが抜けなくなってしまった。趙匣剌の驍勇ぶりを惜しんだキプチャクは囚人2名を実験台にした上で切開によって矢じりを取り出させ、この手術の中でも趙匣剌は泰然自若として動じなかったという。
至元3年（1266年）、東川路先鋒使に任じられ、至元4年（1267年）に元帥バイダルが開州を攻めるのに従って万宝山に至った。ここで趙匣剌は500の兵を率いて南宋軍を撃ち、40名を捕虜とする功績を挙げた。至元5年（1268年）には京兆路・延安路新軍を兼ねて東安城・虎嘯山城に駐屯し、南宋の楊立が兵糧を輸送しているのを察知すると出撃し三重山でこれを破った。趙匣剌は斬首50・捕虜40人余りの大勝利を得て楊立軍を敗走させ、残された千石余りの兵糧と戦旗・武具を尽く接収して帰還した。
至元6年（1269年）、行院の命を受けて釣魚山の沙市で敵軍の楼閣を焼いた。その後、左丞のコルギスとともに入朝して白金50両を与えられている。至元9年（1272年）、他の軍団と連合して釣魚山を攻め、趙匣剌は5千の兵を率いて先鋒を務めた。趙匣剌は葛樹坪まで至って南宋軍と遭遇し、生け捕り20人余り、斬首40余りを得る勝利を挙げた。至元10年（1273年）3月、行院のカダとともに釣魚山を再び攻め、夜陰に乗じて守兵を殺すとともに、物資を焼き、生け捕りを20人余り得て帰還した。その後、南宋の張玨率いる軍団を武勝軍で破り、礼義山寨を守るよう命じられた。
至元12年（1275年）、水軍を率いて釣魚山を攻め、しばしば功績を挙げた。その後、重慶を攻めようとし、南宋側は趙安が出撃してきたが、趙匣剌は夜半にこれを破って潰走させた。しかし、このころに病にかかったため、行院は療養のために瀘州に派遣したが、折おしく瀘州で叛乱が起こってしまった。趙匣剌は病をおして出陣したものの、遂に敗れて捕虜となり、最後には20名の従者とともに処刑されてしまった。